# Trichosterrha apiozona
Trichosterrha apiozona är en fjärilsart som beskrevs av Louis Beethoven Prout 1918. Trichosterrha apiozona ingår i släktet Trichosterrha och familjen mätare. Inga underarter finns listade i Catalogue of Life.